# 凡尔赛岛日本庭园
凡尔赛岛（Île de Versailles）是法国南特的埃尔德勒河（Erdre）中的一个人工岛，1986年填筑，1987年9月日本庭园揭幕。岩石，瀑布和池塘，构成丰富的景观，并种植竹，杜鹃，山茶花和樱花。

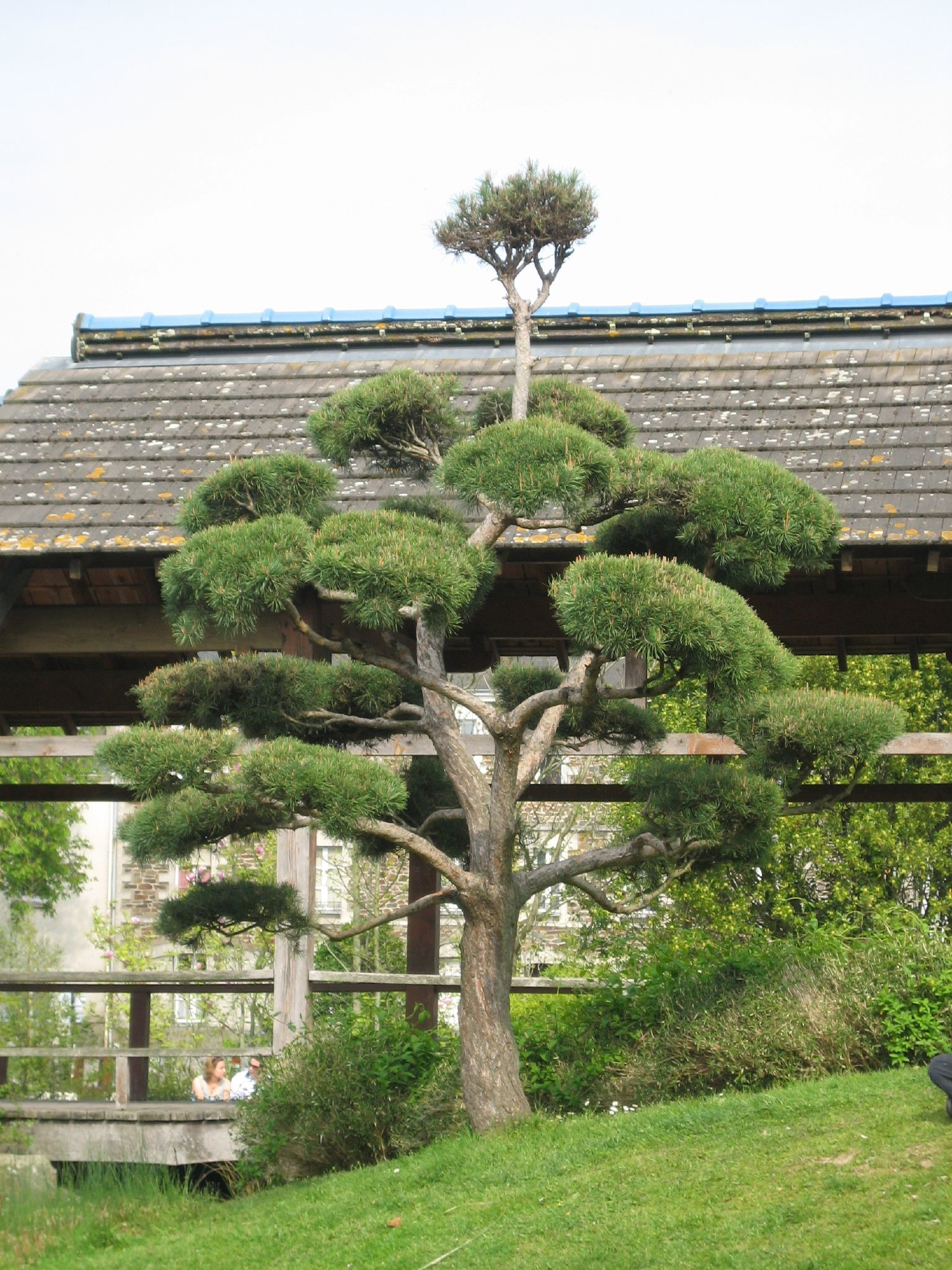
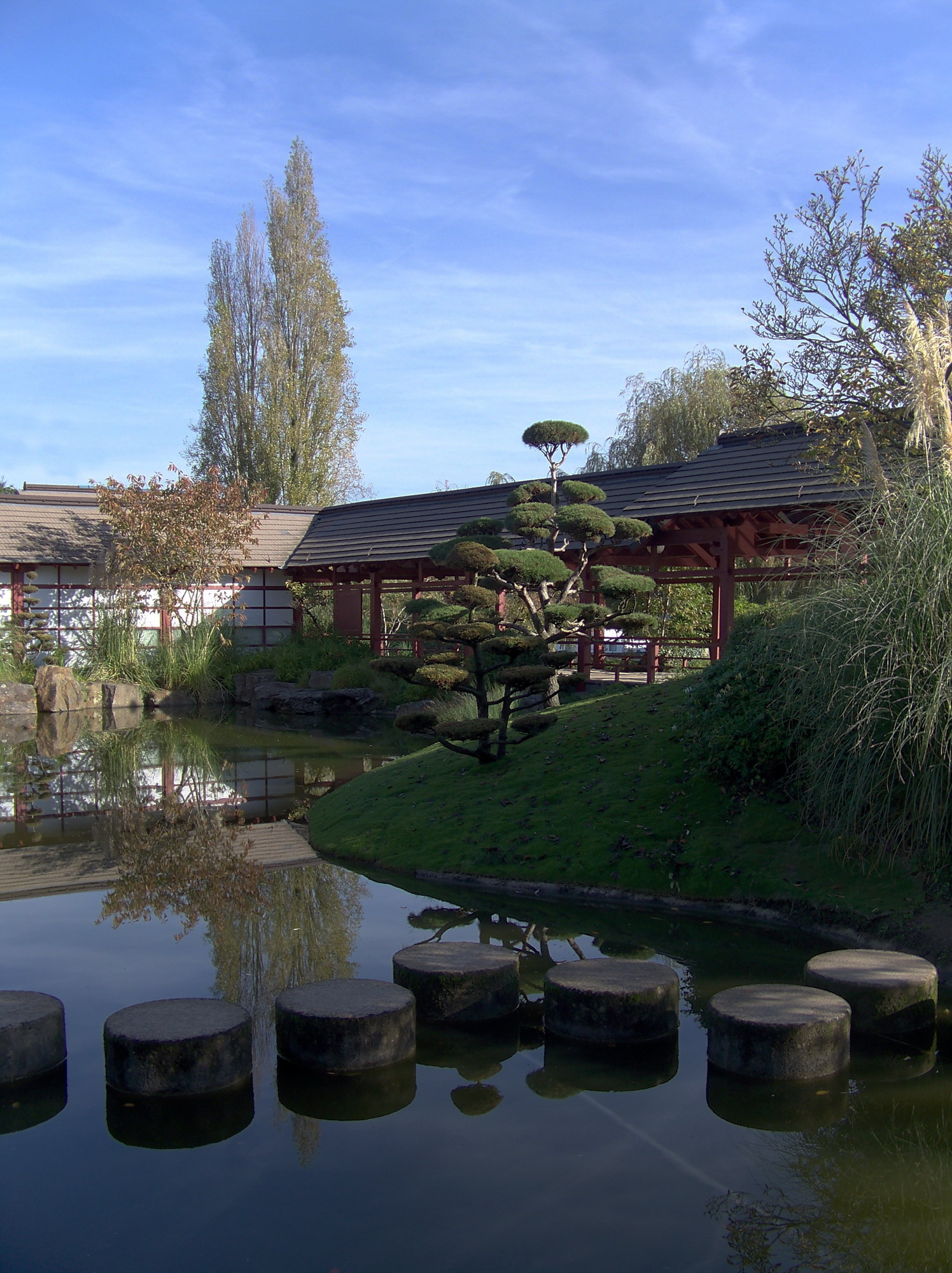
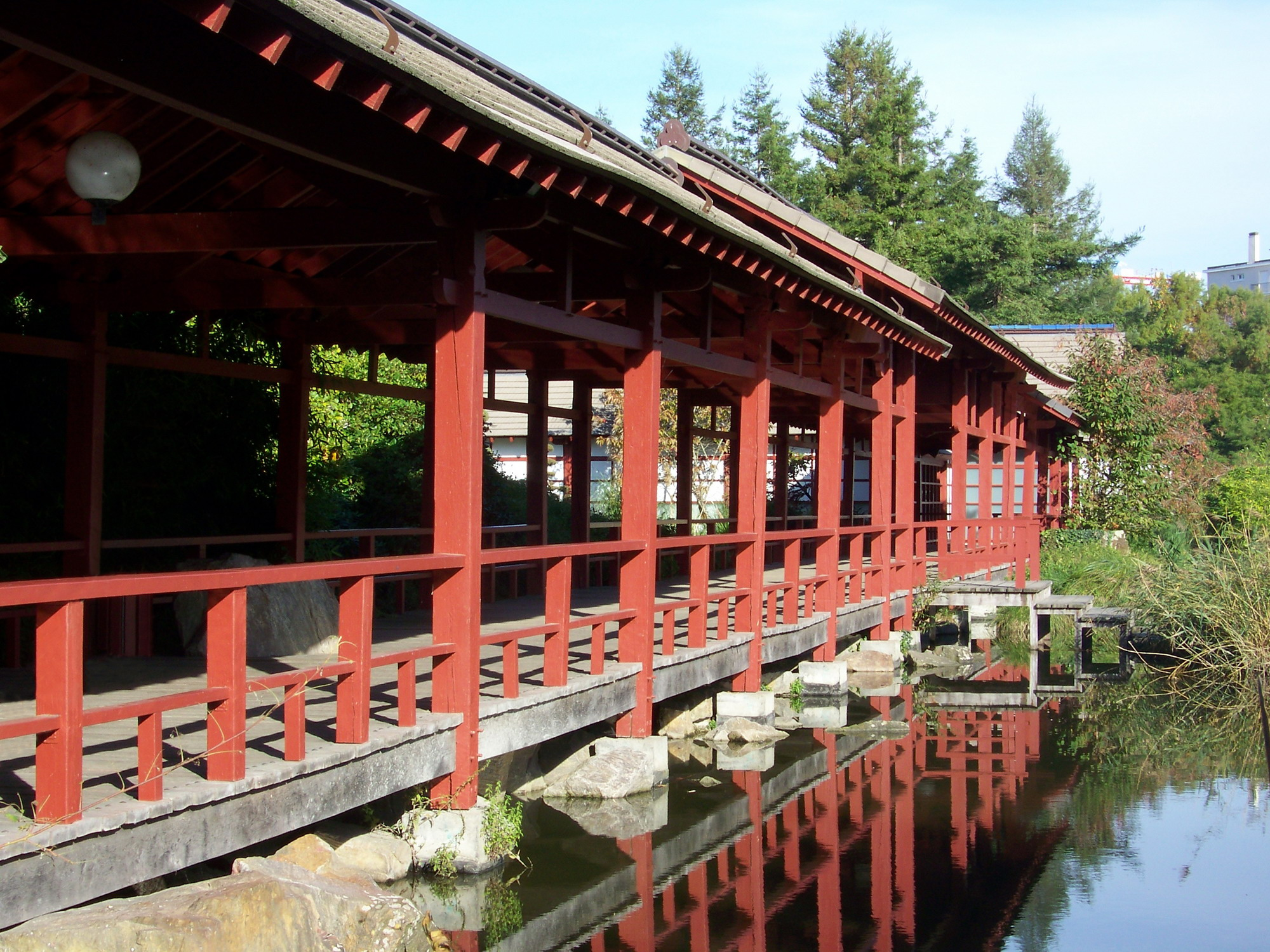